# Trento, Agusan del Sur
Trento là đô thị hạng 2 ở tỉnh Agusan del Sur, Philippines. Theo điều tra dân số năm 2015, đô thị này có dân số 51.565 người trong. Kinh tế chủ yếu là nông nghiệp, lâm sản và một số ngành khai mỏ.

## Các khu phố (barangay)
Trento được chia thành 16 khu phố (barangay).
| - Basa - Cuevas - Kapatungan - Langkila-an - New Visayas - Poblacion - Pulang-lupa - Salvacion | - San Ignacio - San Isidro - San Roque - Santa Maria - Tudela - Cebolin - Manat - Pangyan |